# كليف دوغان
كليف دوغان (بالإنجليزية: Cliff Duggan)‏ هو لاعب كرة قدم أمريكية أمريكي، ولد في 16 ديسمبر 1914 في بنتون في الولايات المتحدة، وتوفي في 1 أكتوبر 1974.